# Agathaeromys
Agathaeromys là một chi động vật gặm nhấm đã bị tuyệt chủng của loài chuột trong phân họ Oryzomyini từ thế Pleistocene. Chúng đều được tìm thấy tại Antille thuộc Hà Lan nằm ở Trung Mỹ.

## Đặc điểm
Có hai loài được biết đến trong chi này, chúng có kích thước khác nhau và một số chi tiết về hình thái răng. Loài Agathaeromys donovani lớn con hơn, loài lnày được biết đến từ hàng trăm răng, được tìm thấy ở bốn địa phương có thể có niên đại từ 900.000 đến 540.000 năm tuổi. Loài Agathaeromys praeuniversitatis, loài nhỏ thó hơn, được biết đến có từ 35 răng được tìm thấy trong một khu hóa thạch duy nhất, có thể niên đại là 540.000 đến 230.000 năm tuổi.
Mặc dù tài liệu của nhiều học giả thì Agathaeromys được mô tả lần đầu tiên vào năm 1959, chi này không được đặt tên chính thức và được chẩn đoán cho đến năm 2010. Agathaeromys được đặc trưng chủ yếu dựa trên các đặc tính của răng hàm. Như thường lệ ở loài gặm nhấm, có ba răng hàm trên cả hai mặt hàm trên (gọi tắt là M1, M2, M3 từ trước ra sau) và hàm dưới (gọi là m1, m2, và m3). Agathaeromys nói chung tương tự như các loại chuột gạo khác, nhưng khác với các chi khác trong nhiều chi tiết của các răng hàm răng. 